# 罗炳之
罗炳之（1896年—1983年），原名罗廷光，男，江西吉安人，中国外国教育史学家，曾任国立中央大学师范学院院长。